# Estados Unidos en los Juegos Paralímpicos de Tel Aviv 1968
Estados Unidos estuvo representado en los Juegos Paralímpicos de Tel Aviv 1968 por un total de 82 deportistas, 53 hombres y 29 mujeres.

## Medallistas
El equipo paralímpico estadounidense obtuvo las siguientes medallas:
| Nombre                            | Deporte                       | Evento                                             |
| --------------------------------- | ----------------------------- | -------------------------------------------------- |
| Oro                               |                               |                                                    |
| C. Geisse                         | Atletismo                     | 60 m silla de ruedas A femenino                    |
| C. Geisse                         | Atletismo                     | Eslalon A femenino                                 |
| Kirn                              | Atletismo                     | Jabalina A femenino                                |
| Kirn                              | Atletismo                     | Peso A femenino                                    |
| Rosalie Hixson                    | Atletismo                     | Jabalina B femenino                                |
| E. Cox C. Giesse Keyser Stratman  | Atletismo                     | 4 × 40 m clase abierta femenino                    |
| Edward Owen                       | Atletismo                     | Disco clase especial masculino                     |
| Edward Owen                       | Atletismo                     | Maza clase abierta masculino                       |
| Edward Owen                       | Atletismo                     | Peso clase especial masculino                      |
| Edward Owen                       | Atletismo                     | Pentatlón clase especial masculino                 |
| H. Smith                          | Atletismo                     | Maza C masculino                                   |
| H. Smith                          | Atletismo                     | Pentatlón incompleto masculino                     |
| David Williamson                  | Atletismo                     | Jabalina B masculino                               |
| Roman                             | Atletismo                     | 60 m novel C masculino                             |
| Gary Odorowski                    | Atletismo                     | 100 m C masculino                                  |
| Gary Odorowski Branum Chess Roman | Atletismo                     | 4 × 40 m clase abierta masculino                   |
| Geissinger Kelderhouse            | Dartchery                     | Dobles clase abierta mixto                         |
| Gorman                            | Natación                      | 25 m braza completa clase 1 femenino               |
| Gorman                            | Natación                      | 25 m espalda completa clase 1 femenino             |
| Kaminski                          | Natación                      | 50 m espalda completa clase 4 femenino             |
| Moore                             | Natación                      | 25 m libre completa clase 1 femenino               |
| Ailes                             | Natación                      | 50 m libre completa clase 4 femenino               |
| Edward Owen                       | Natación                      | 50 m braza clase especial masculino                |
| Edward Owen                       | Natación                      | 100 m braza clase abierta masculino                |
| Chrysler                          | Natación                      | 50 m espalda completa clase 3 masculino            |
| Chrysler                          | Natación                      | 50 m libre completa clase 3 masculino              |
| Crase                             | Natación                      | 25 m braza completa clase 1 masculino              |
| Foust                             | Natación                      | 50 m libre completa clase 4 masculino              |
| Branum                            | Natación                      | 100 m libre clase abierta masculino                |
| Dunn McNichol                     | Tenis de mesa                 | Dobles A1 masculino                                |
| Arballo                           | Tiro con arco                 | Ronda St. Nicholas paraplejia masculino            |
| Geissinger Kelderhouse Klemens    | Tiro con arco                 | Ronda Albion por equipos clase abierta masculino   |
| Reno Levis Classon O'Donnell      | Tiro con arco                 | Ronda Columbia por equipos clase abierta masculino |
| Plata                             |                               |                                                    |
| Kirn                              | Atletismo                     | 60 m silla de ruedas A femenino                    |
| Keyser                            | Atletismo                     | 60 m silla de ruedas C femenino                    |
| Gurman                            | Atletismo                     | Eslalon clase cervical femenino                    |
| David Williamson                  | Atletismo                     | 100 m B masculino                                  |
| David Williamson                  | Atletismo                     | Maza B masculino                                   |
| Branum                            | Atletismo                     | 100 m C masculino                                  |
| Branum                            | Atletismo                     | Pentatlón clase especial masculino                 |
| H. Smith                          | Atletismo                     | Disco C masculino                                  |
| Demorest                          | Atletismo                     | Disco clase especial masculino                     |
| Gianino                           | Atletismo                     | Eslalon clase cervical masculino                   |
| Cameron                           | Atletismo                     | Jabalina clase especial masculino                  |
| Equipo                            | Baloncesto en silla de ruedas | Torneo masculino                                   |
| Soulek                            | Bolos sobre hierba            | Individual femenino                                |
| Rosalie Hixson Woods              | Bolos sobre hierba            | Dobles femenino                                    |
| Moore                             | Natación                      | 25 m braza completa clase 1 femenino               |
| Moore                             | Natación                      | 25 m libre incompleta clase 2 femenino             |
| Gorman                            | Natación                      | 25 m espalda completa clase 1 femenino             |
| Gorman                            | Natación                      | 25 m libre completa clase 1 femenino               |
| Soulek                            | Natación                      | 25 m espalda completa clase 2 femenino             |
| Cornett                           | Natación                      | 25 m libre completa clase 2 femenino               |
| Vincent                           | Natación                      | 25 m espalda completa clase 2 masculino            |
| Branum                            | Natación                      | 50 m espalda clase especial masculino              |
| Crase                             | Natación                      | 25 m libre completa clase 1 masculino              |
| Pollock                           | Natación                      | 50 m libre incompleta clase 4 masculino            |
| Webb                              | Tiro con arco                 | Ronda Albion clase abierta femenino                |
| Soulek                            | Tiro con arco                 | Ronda Columbia clase abierta femenino              |
| Reno Levis                        | Tiro con arco                 | Ronda Columbia clase abierta masculino             |
| Bronce                            |                               |                                                    |
| Cornett                           | Atletismo                     | 60 m silla de rudas A femenino                     |
| Cornett                           | Atletismo                     | Eslalon A femenino                                 |
| Kirn                              | Atletismo                     | Disco A femenino                                   |
| Kirn                              | Atletismo                     | Maza A femenino                                    |
| Rosalie Hixson                    | Atletismo                     | Peso B femenino                                    |
| Rosalie Hixson                    | Atletismo                     | Jabalina de precisión clase abierta femenino       |
| Bindley                           | Atletismo                     | Disco B femenino                                   |
| Carol Bryant                      | Atletismo                     | Pentatlón incompleto femenino                      |
| Reno Levis                        | Atletismo                     | Jabalina C masculino                               |
| Reno Levis                        | Atletismo                     | Jabalina de precisión clase abierta masculino      |
| Feltes                            | Atletismo                     | 60 m novel C masculino                             |
| Dunn                              | Atletismo                     | Eslalon clase cervical masculino                   |
| Arballo                           | Atletismo                     | Disco C masculino                                  |
| Edward Owen                       | Atletismo                     | Jabalina clase especial masculino                  |
| Cameron                           | Atletismo                     | Maza clase especial masculino                      |
| Chrysler                          | Atletismo                     | Peso C masculino                                   |
| Equipo                            | Baloncesto en silla de ruedas | Torneo femenino                                    |
| Rosalie Hixson                    | Bolos sobre hierba            | Individual femenino                                |
| Lionetti                          | Bolos sobre hierba            | Individual masculino                               |
| C. Sandglass Vincent              | Bolos sobre hierba            | Dobles masculino                                   |
| Jensen                            | Halterofilia                  | Peso medio masculino                               |
| Rossini                           | Halterofilia                  | Peso pesado masculino                              |
| Cornett                           | Natación                      | 25 m braza completa clase 2 femenino               |
| Stratman                          | Natación                      | 50 m espalda clase 5 (cauda equina) femenino       |
| Vincent                           | Natación                      | 25 m braza completa clase 2 masculino              |
| Vincent                           | Natación                      | 25 m libre completa clase 2 masculino              |
| Dunn                              | Natación                      | 25 m espalda completa clase 1 masculino            |
| Fiorello                          | Natación                      | 50 m espalda incompleta clase 3 masculino          |
| Branum                            | Natación                      | 75 m estilos clase abierta masculino               |
| Equipo                            | Natación                      | 3 × 50 m estilos clase abierta masculino           |
| Moore                             | Tenis de mesa                 | Individual A1 femenino                             |
| Gorman Moore                      | Tenis de mesa                 | Dobles A2 femenino                                 |
| McNichol                          | Tenis de mesa                 | Individual A1 masculino                            |
| Crase Donaldson                   | Tenis de mesa                 | Dobles A1 masculino                                |
| Webb                              | Tiro con arco                 | Ronda FITA clase abierta femenino                  |
| Cornett                           | Tiro con arco                 | Ronda Columbia clase abierta femenino              |
| Moore                             | Tiro con arco                 | Ronda St. Nicholas paraplejia femenino             |
| Klemens                           | Tiro con arco                 | Ronda Albion clase abierta masculino               |
| Geissinger Kelderhouse Klemens    | Tiro con arco                 | Ronda FITA por equipos clase abierta masculino     |